# 布蘭登·里布蘭特
布蘭登·查爾斯·里布蘭特（英語：Brandon Charles Leibrandt，1992年12月13日—），為美國棒球選手，目前效力於中華職棒中信兄弟，中文登錄名為「李博登」。曾效力於邁阿密馬林魚與辛辛那提紅人。

## 職業生涯

### 費城費城人
2014年美國職棒大聯盟選秀，費城人在第6輪選進里布蘭特。2017年，他在小聯盟拿下11勝5敗，防禦率3.62。2018年，他拿下4勝1敗，防禦率1.42。不過他後來動了湯米約翰手術，導致2018年剩餘球技和2019年球季都全部報銷。
2020年5月29日，費城人將他釋出。

### 邁阿密馬林魚
2020年6月，里布蘭特加盟獨立聯盟。後來他在8月10日加盟馬林魚，並在23日登上大聯盟。該年他出賽5場比賽，防禦率只有2.00。隔年他和球隊續簽小聯盟約，不過他在2A和3A的合計防禦率高達5.68，最後球季結束，他成為自由球員。

### 芝加哥小熊
2022年2月28日，里布蘭特再度加盟獨立聯盟，但這次他一球未打就被釋出。3月，他與小熊簽約。他在小聯盟拿下4勝4敗，防禦率4.67。8月5日，小熊將他釋出。

### 辛辛那提紅人
2023年，里布蘭特加盟獨立聯盟，並繳出3.26的防禦率。隔年他的防禦率更是只有0.93。這也讓他獲得紅人的青睞，他在8月29日重返大聯盟。他投了2.1無失分，幫助球隊拿下勝利。10月30日，他成為自由球員。

### 紐約洋基
2024年11月8日，里布蘭特與洋基簽下小聯盟約。他在3A拿下1勝0敗，防禦率2.85。不過他在6月10日遭到洋基釋出。

### 中信兄弟
2025年6月12日，里布蘭特加盟中職的中信兄弟，並用「李博登」作為其中職的登錄名。

## 個人生活
里布蘭特的爸爸Charlie Leibrandt是1985年皇家隊的奪冠班底。

## 外部連結
- 布蘭登·里布蘭特在台灣棒球維基館上的頁面（繁體中文）
- 布蘭登·雷布蘭特在美國職棒官網（英语）
- 布蘭登·雷布蘭特在中華職棒官網
- 布蘭登·雷布蘭特在Baseball-Reference.com（大聯盟）（英语）
- 布蘭登·雷布蘭特在Baseball-Reference.com（小聯盟以及海外聯盟）（英语）
- 布蘭登·雷布蘭特在ESPN（MLB）（英语）
- 布蘭登·雷布蘭特在FanGraphs.com（英语）
- 布蘭登·雷布蘭特在The Baseball Cube（英语）